# Odletajka
Odletajka – kolonia w Polsce położona w województwie lubelskim, powiecie hrubieszowskim, gminie Uchanie.
W latach 1975–1998 miejscowość administracyjnie należała do województwa zamojskiego. 
Kolonia stanowi sołectwo gminy Uchanie. Według Narodowego Spisu Powszechnego z roku 2011 kolonia liczyła 121 mieszkańców i była szesnastą co do liczby ludności miejscowością gminy.
Wierni Kościoła rzymskokatolickiego należą do parafii św. Stanisława w Teratynie.

## Historia
Kolonia Odletajka została założona na gruntach Towarzystwa Rolniczego Hrubieszowskiego. W 1884 i 1885 r.
dokupiono z majątku Teratyn 1005 mórg lasu, a w 1909 r. do dóbr Towarzystwa dokupiono folwark i las Drohiczany o obszarze 1375 mórg. Na części wykarczowanego lasu teratyńskiego założono kolonię Odletajka, a na gruntach drohiczańskich kolonię Staszic.
Miejscowość pod nazwą Otletajka pojawia się na arkuszu Generalkarte von Mitteleuropa z 1897. Nazwa Odletajka pojawia się oficjalnie w roku 1921 w Skorowidzu miejscowości Rzeczypospolitej Polskiej, Warszawa 1924 t. IV, XIII.